# Jiří Adam
Jiří Adam (ur. 12 października 1950 w Pradze) – czechosłowacki pięcioboista nowoczesny i szermierz, medalista olimpijski.
Brał udział w dwóch igrzyskach olimpijskich (1976, 1980). W 1976 startował w pięcioboju nowoczesnym. Wspólnie z kolegami zdobył srebrny medal w drużynie – partnerowali mu Jan Bártů i Bohumil Starnovský, a indywidualnie zajął 29. miejsce.
W 1980 wystąpił w drużynowym turnieju szpadzistów, w którym reprezentacja Czechosłowacji zajęła 6. miejsce.